# 三びきのやぎのがらがらどん

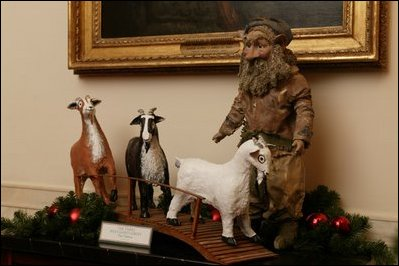
三びきのやぎのがらがらどんが、トロールの住む橋を渡る様子を表現した彫像

『三びきのやぎのがらがらどん』（ノルウェー語: De tre bukkene Bruse、英語: Three Billy Goats Gruff）は、「がらがらどん」という同じ名前をもつ3匹の山羊が餌を求めて冒険に出かける童話。ノルウェーの昔話の一つで、アスビョルンセンとヨルゲン・モーによって、彼らの著作『ノルウェー民話集』に収録された。
日本語訳としては他に『ふとりたくて丘にゆく三びきの牡ヤギ・ブルーセ』、『ふとろうと山に行く三匹のヤギのドンガラン』などがみられる。

## あらすじ

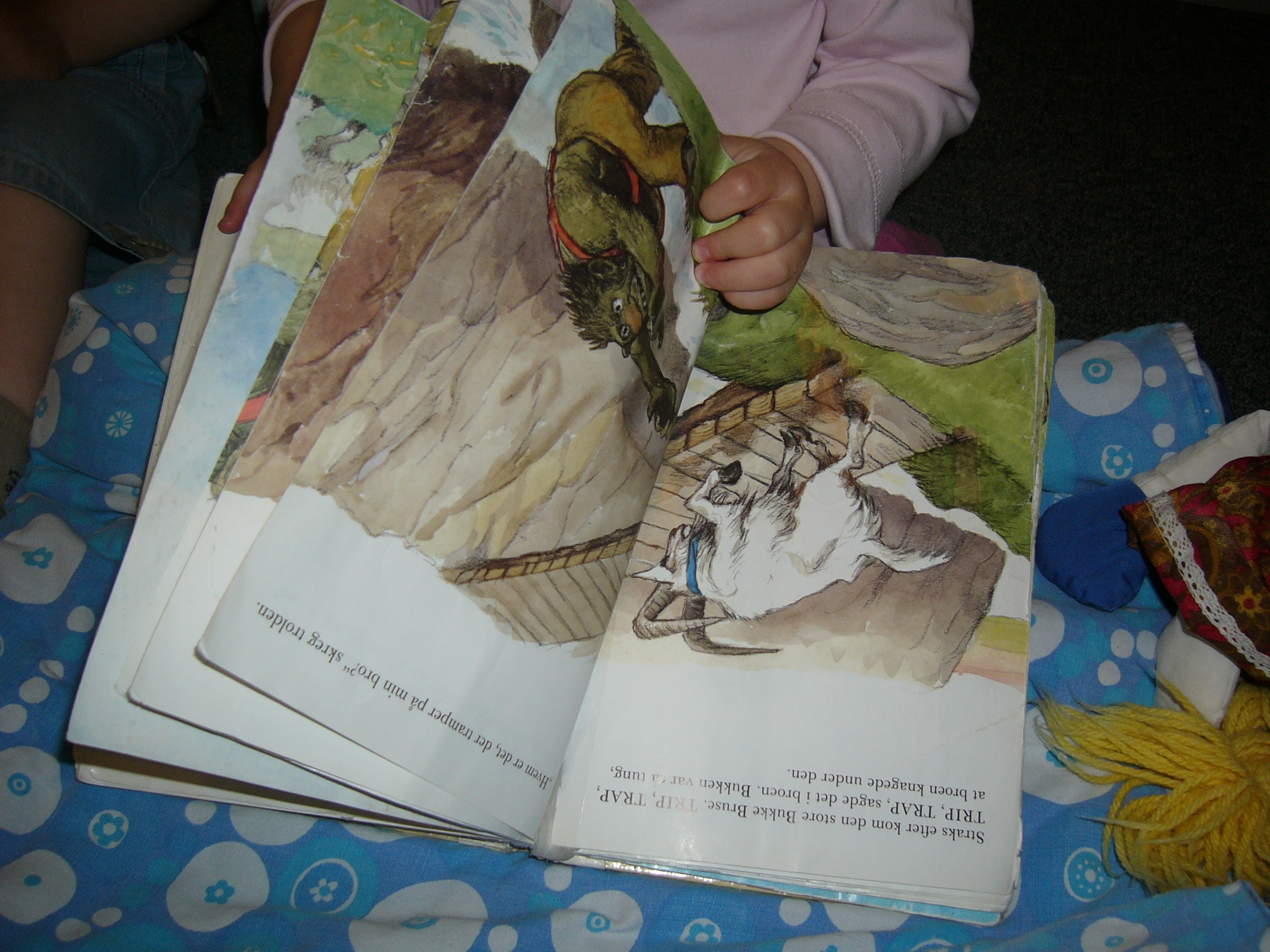
絵本

「がらがらどん」という名前の小・中・大3匹の山羊が太りたくなって、草を求めて山（丘）を目指す。だが、途中にかかる橋の下には醜いトロールがいて、大声で「おまえを飲み込んでやる」と威嚇する。
最初に来た小さな山羊は「後から大きな山羊が来るから」と言って、トロールに見逃してもらい橋を渡る。続いて来た中くらいの山羊も、同じように言って橋を渡る。しかし最後に来た大きな山羊は、恫喝するトロールに立ち向かい、トロールをやっつけるのであった。
無事に山へ行った山羊たちは、丸々と太って帰って来た。

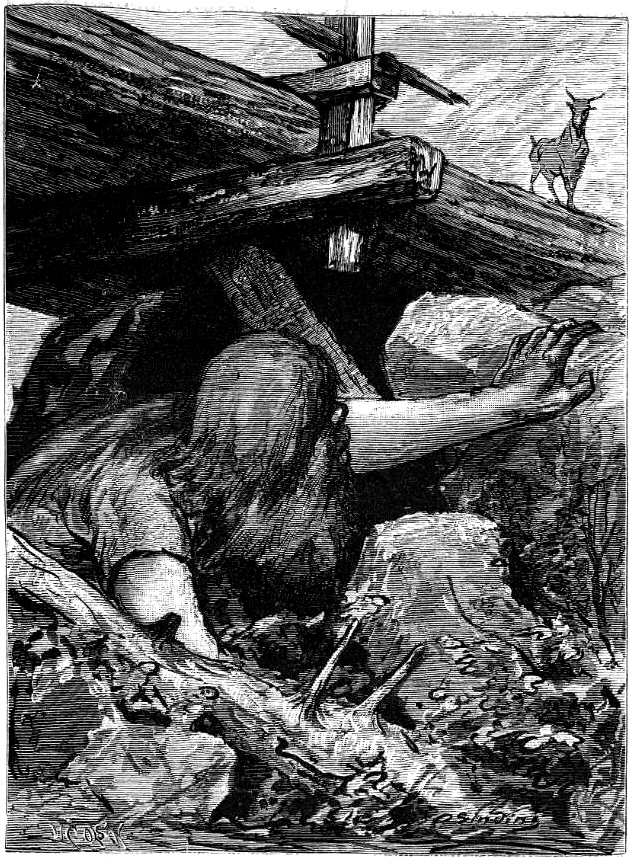
オットー・シンディング画（1879年）
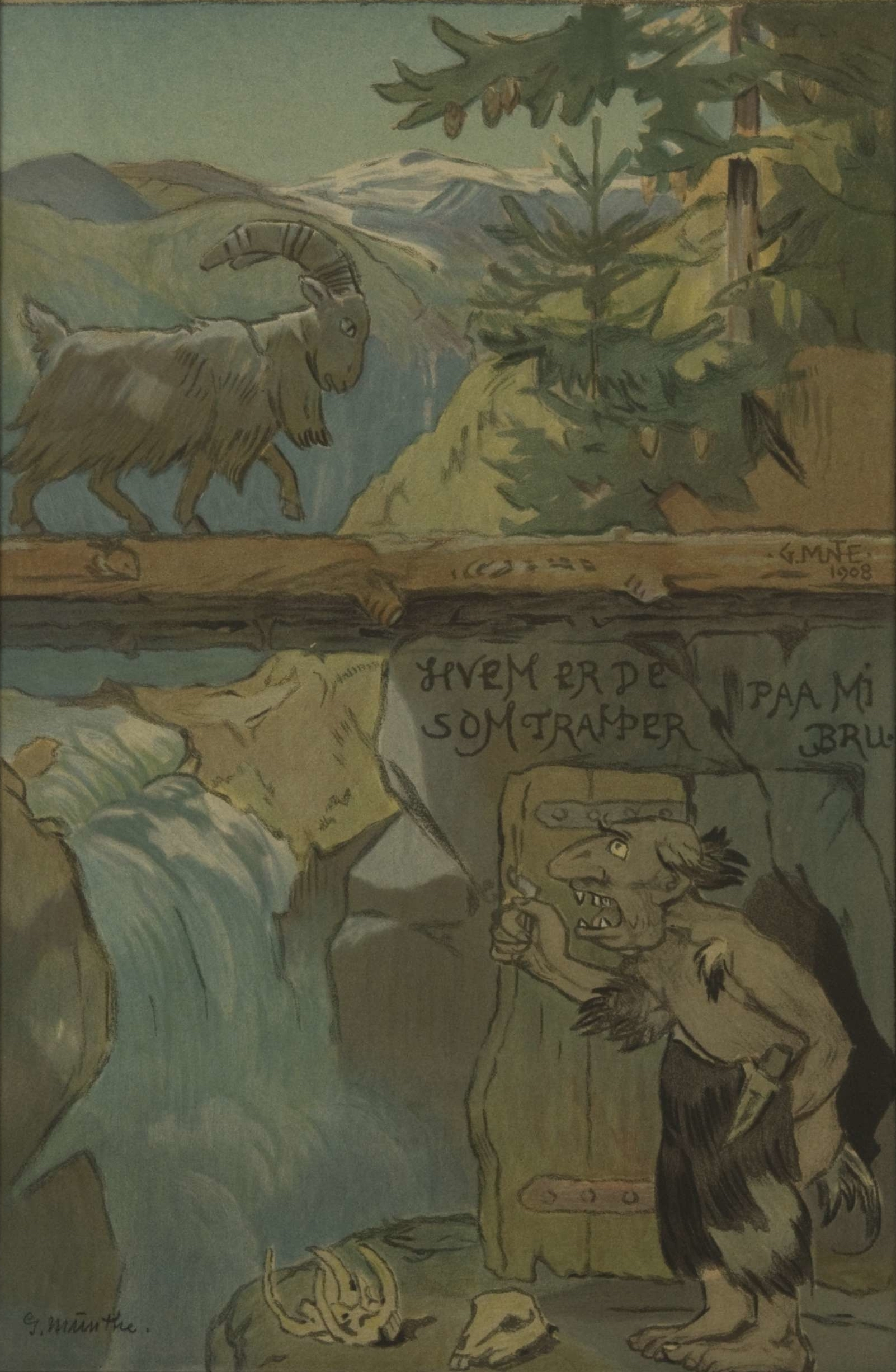
イェールハルド・ムンテ画 (1908年)
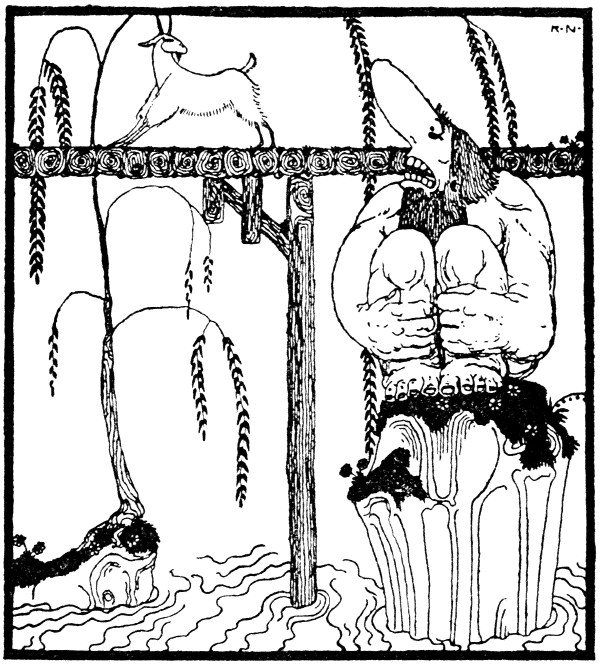
カイ・ニールセン画（1914年）

## 名称
「がらがら」＋「どん」（瀬田貞二訳）は英語の「Gruff」（'荒っぽい低音の声'の意）よりの重訳。原作ではノルウェー語で「ブルーセ」（Bruse）という名だが、「Gruff」というのは誤訳で、正しくは「ヤギの額から生えた前毛の房」のことだとされる。
そもそもジョージ・W・ダセントが「Three Billy-Goats Gruff」という題名で英訳し『ノルウェー昔話集（Popular Tales from the Norse）』（1859年）に収め、これと同じ英訳題名が長らく受け継がれてきた。
「ブルーセ」（Bruse） の定義は文献によって様々で、ブリニルセン編『ノルウェー＝英語辞典』では、「シュワシュワ」とか「発泡」の意味の"fizz"という定義もあれば、応用例では「縮れ毛」を意味する "frizz"の定義もあるとしている。また、『ノルウェー百科事典』とイヴァル・オーセンの二冊の事典を比較すると（第一義は若干のずれがみられるが）第二義は「馬や雄ヤギの額の毛の房」の意であるとほぼ一致する。

## 絵本
上述ダセントによる1859年英訳を基にしたを絵本は、1957年に出版された。ダセントの文章はリズムを尊重したものとなっている。マーシャ・ブラウンによる絵は力強さを特徴としている。その瀬田貞二訳『三びきのやぎのがらがらどん』（1965年）は福音館書店より刊行された。
ポール・ガルドン原作（1973年）は、青山南訳『やぎのブッキラボー 3きょうだい』（2005年）が小峰書店より刊行されている。
英訳された子供向けの絵本版は、まだほかにも数多く存在する。

## 楽曲
本作をモチーフとした楽曲「三匹の山羊のガラガラドン」（作詞：舘紅、作曲：田中昭子）が存在する。
アメリカのフランク・ルーサーが、「The Three Billy Goats Gruff」の歌（ナレーション、効果音まじり、1948年）をレコードで出版しており、低学年の音楽教材として取り上げられている。より以前にはイヴォーヌ・ラヴェル（Yvonne Ravell）が自作の歌を歌いレコード化しており（1940年）、演劇教育の推薦される録音物として雑誌にもとりあげられている。
ジェイムズ・スコット・バレンタイン作のナレーション付き弦楽四重奏曲『キンダーコンツェツ Kinderkonzerts』の一曲が「The Three Billy Goats Gruff」。テキストはヴァイオリン奏者ステファニー・サンタンブロージョが担当。その録音は「カクタスペア音楽祭」のアルバム（2010年）にリリースされている。
また、『メアリー・ポピンズ』のリメーク版で知られるジョージ・スタイルズとアンソニー・ドリューの作詞・作曲タグによるミュージカル版は、シンガポールレパートリー劇場の依頼でつくられ、同劇場で2015年開幕した。オリジナルキャストのレコーディングも出版されている。
グウェン・エドワーズ（Gwen Edwards）作詞・ベン・マッケル（Ben Mackel）作曲のミュージカル版『Billy, Goat, Gruff: The Musical』が、米バージニア州アビンドン (バージニア州)のバーター劇場（Barter Theatre）等で公演されている。

## 他作品での言及
日本のアニメ映画『となりのトトロ』（スタジオジブリ）のエンディングでは、サツキとメイが布団の中でお母さんにこの本を読んでもらっている。
イギリスのアニメ『きかんしゃトーマス』ではこの童話をもとに制作されたエピソード（第20シーズン「おそろしいようかい」）があり、パーシーとトビーが三匹の山羊やトロールの話をする。また、日本語版では「トロール」は「妖怪」と訳された。
スティーブン・キングのホラー小説『It』では、ペニーワイズのモチーフの一つがこの作品のトロールであるほか、図書館のシーンでも言及されている。